# 1678
1678 (MDCLXXVIII) var ett normalår som började en lördag i den gregorianska kalendern och ett normalår som började en tisdag i den julianska kalendern.

## Händelser

### Januari
- 8 januari – Svenskarna besegrar brandenburgarna i slaget vid Warksow varmed svenskarna återerövrar Rügen.
- Januari – Frankrike sluter separatfred med Lüneburg.

### Maj
- 25 maj – Norrmännen inleder en belägring av Bohus fästning.

### Juli
- 22 juli – Norrmännen gör ett misslyckat försök att storma Bohus fästning.
- 25 juli – Medevi brunn, Sveriges första kurort, grundas av Urban Hjärne.[1]

### Augusti
- 4 augusti – Kristianstad återerövras av svenskarna.
- 10 augusti – Fred sluts mellan Frankrike och Nederländerna vilket medför att Sverige kan sätta in alla sina styrkor i striderna mot danskarna.

### September
- 16 september – Brandenburgarna erövrar Rügen.

### Oktober
- 15 oktober – Stralsund kapitulerar för brandenburgarna.

### November
- 15 november – Greifswald, det sista svenska fästet i svenska Pommern, kapitulerar för brandenburgarna.

### December
- 4 december – En svensk transportflotta på väg från Tyskland till Sverige strandar vid Bornholm och går under.

### Okänt datum
- En stor brand härjar Lund vilket bland annat leder till att gatan Ljusesträtet i staden rivs.

## Födda
- 4 mars – Antonio Vivaldi, italiensk violinist och tonsättare.
- 7 mars – Filippo Juvarra, italiensk arkitekt.
- 21 mars - Marie Elisabeth av Schleswig-Holstein-Gottorp, regerande tysk abbedissa.
- 13 december – Yongzheng-kejsaren, kejsare av Kina.

## Avlidna
- 23 januari – Nurul Alam Naqiatuddin Syah, regerande sultaninna av sultanatet Aceh.
- Maj – Anna Maria van Schurman, tysk-holländsk författare, målare, gravör, poet och akademiker.
- 17 maj – Bogislaus Philipp von Chemnitz, tysk-svensk politisk och historisk skriftställare, svensk rikshistoriograf.
- 18 oktober – Jacob Jordaens, flamländsk målare.

### Fotnoter
1. ↑  Medevi brunn (läst 3 april 2011)